# Decauville-Bahn der Internationalen Ausstellung in Lyon 1914
| Decauville-Bahn der Internationalen Ausstellung in Lyon 1914                  | Decauville-Bahn der Internationalen Ausstellung in Lyon 1914 |
| ----------------------------------------------------------------------------- | ------------------------------------------------------------ |
| Lyon – Exposition Internationale 1914 – Le Tramway Decauville de l'Exposition |                                                              |
| Spurweite:                                                                    | 600 mm (Schmalspur)                                          |
|                                                                               |                                                              |

Die Decauville-Bahn der Internationalen Ausstellung in Lyon 1914 (französisch Le Tramway Decauville de l'Exposition Internationale 1914) war eine Decauville-Schmalspurbahn mit einer Spurweite von 600 mm, die 1914 während der Internationalen Ausstellung in Lyon betrieben wurde.

## Geschichte
1914 wurde in Lyon zum dritten und letzten Mal eine internationale Ausstellung veranstaltet, die auf Hygiene und Urbanismus ausgerichtet war. Der Kurator der Ausstellung war Jules Courmont, ein Arzt und Professor an der Medizinischen Fakultät von Lyon. Der Architekt des Ausstellungsgeländes war Tony Garnier.
Die Ausstellung wurde am 1. Mai 1914 der Öffentlichkeit zugänglich gemacht und am 12. Mai 1914 vom Handelsminister Raoul Péret in Anwesenheit von Édouard Herriot offiziell eröffnet. Nachdem Deutschland Frankreich am 3. August den Krieg erklärt hatte, blieb die Ausstellung zwar offen, aber die Besucherzahlen sanken, da die meisten Züge des zivilen Eisenbahnfernverkehrs nicht mehr fuhren. Die Ausstellung endete am 11. November 1914, nachdem sie mehr als eine Million Besucher angezogen hatte.

## Streckenverlauf

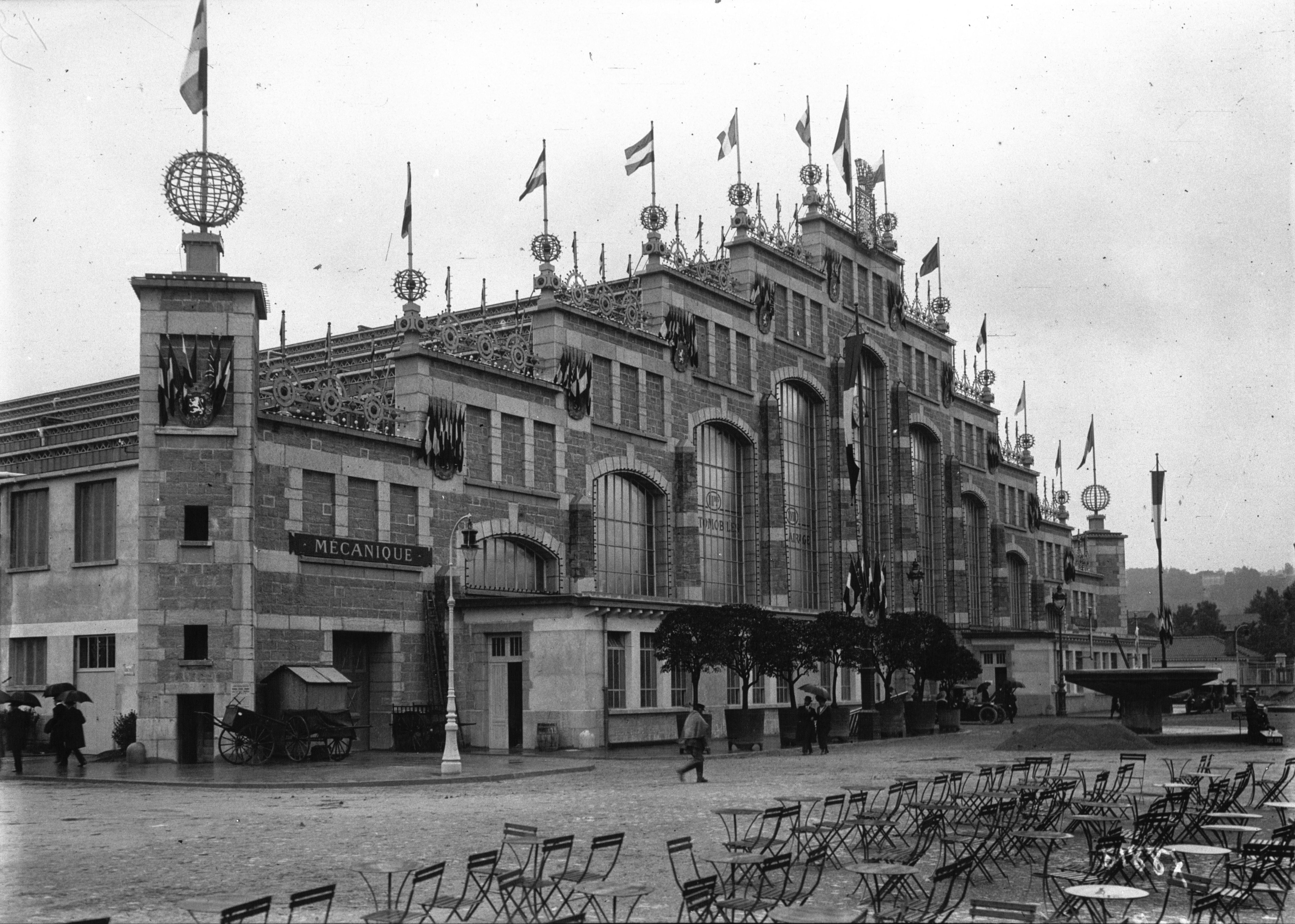
Halle Tony Garnier, 1914

Die Ausstellung fand hauptsächlich im Lyoner Stadtteil Gerland in der Halle Tony Garnier und auf dem Gelände der heutigen École normale supérieure de Lyon statt, aber der Hauptzugang befand sich am südlichen Ende der Halbinsel Presqu’île, wo sich auch ein Alpendorf befand.
Die Strecke der intern auf dem Messegelände verkehrenden Bahn verlief in einer Schleife auf dem Messegelände am linken Ufer der Rhone mit einer Abzweigung bis zur Avenue de Saxe vor dem Deutschen Pavillon.

## Betrieb
Der Betrieb wurde mit Decauville-Akkumulator-Lokomotiven des Typs Boîte à Sel (Salzkasten) und offenen Personenwagen des Typs Baladeuses durchgeführt.